# Passbolt
Passbolt — це менеджер паролів з відкритим кодом для команд. Він надає єдину платформу для керування обліковими даними, зосереджуючись на безпеці, співпраці та конфіденційності. Модель безпеки Passbolt підтримує користувацькі секретні ключі, та наскрізне шифрування, і регулярно оцінюється провідними тестувальниками на проникнення.

## Загальне
Розробка Passbolt почалась у 2011 році, у 2016 році представлено версію для спільноти. Штаб-квартира знаходиться в ЄС, зокрема в Люксембурзі. Окрім версії для спільноти, існують і платні редакції, які пропонують трохи більший функціонал, а саме інтеграцію з LDAP, Single Sign On (SSO), можливість відновлення облікового запису, журнал аудиту та інше.
Працює за клієнт-серверною архітектурою, як клієнти можуть виступати розширення для популярних браузерів, застосунки для Android та iOS, також ведеться розробка клієнта під Windows.
У версії 5.2 завдяки спільноті додано підтримку української мови.

## Зовнішні посилання
- Офіційний вебсайт
- Passbolt на GitHub